# Carlos Moreira Garcia
Carlos Moreira Garcia GOC • GOMM • ComIH (Juiz de Fora, 23 de abril de 1944) foi um diplomata brasileiro.
Foi Ministro de Estado Extraordinário da Criança no Governo Collor, de 26 de junho a 2 de outubro de 1992.
Foi embaixador do Brasil na Espanha.
Em 1971, foi agraciado com o grau de Oficial da Ordem do Infante D. Henrique, de Portugal, sendo promovido em 1984 ao grau de Comendador. Em 1981, foi admitido à Ordem de Cristo do mesmo país no grau de Oficial, sendo promovido em 1995 ao grau de Grande-Oficial. Em 1991, como ministro-diplomata, Garcia foi condecorado pelo presidente Fernando Collor com a Ordem do Mérito Militar no grau de Comendador especial, sendo promovido em 1996 ao grau de Grande-Oficial por Fernando Henrique Cardoso.